# آکی مومی
آکی مومی (انگلیسی: Aki Momii؛ زادهٔ ۷ اکتبر ۲۰۰۰) بازیکن والیبال زن اهل ژاپن است.